# لينهيم
لينهيم (بالفرنسية: Linghem)‏ هي بلدية تقع في إقليم باد كاليه من منطقة نور با دو كاليه في شمال فرنسا. تبلغ مساحة هذه المدينة 3.63 (كم²)، وترتفع عن سطح البحر 48 م، يبلغ عدد سكانها 218 نسمة حسب إحصاء المعهد الوطني للإحصاء والدراسات الاقتصادية سنة 2009 م. وترأس Xavier Courouble البلدية خلال فترة (2008-2014).